# Batalla de La Roullière (1794)

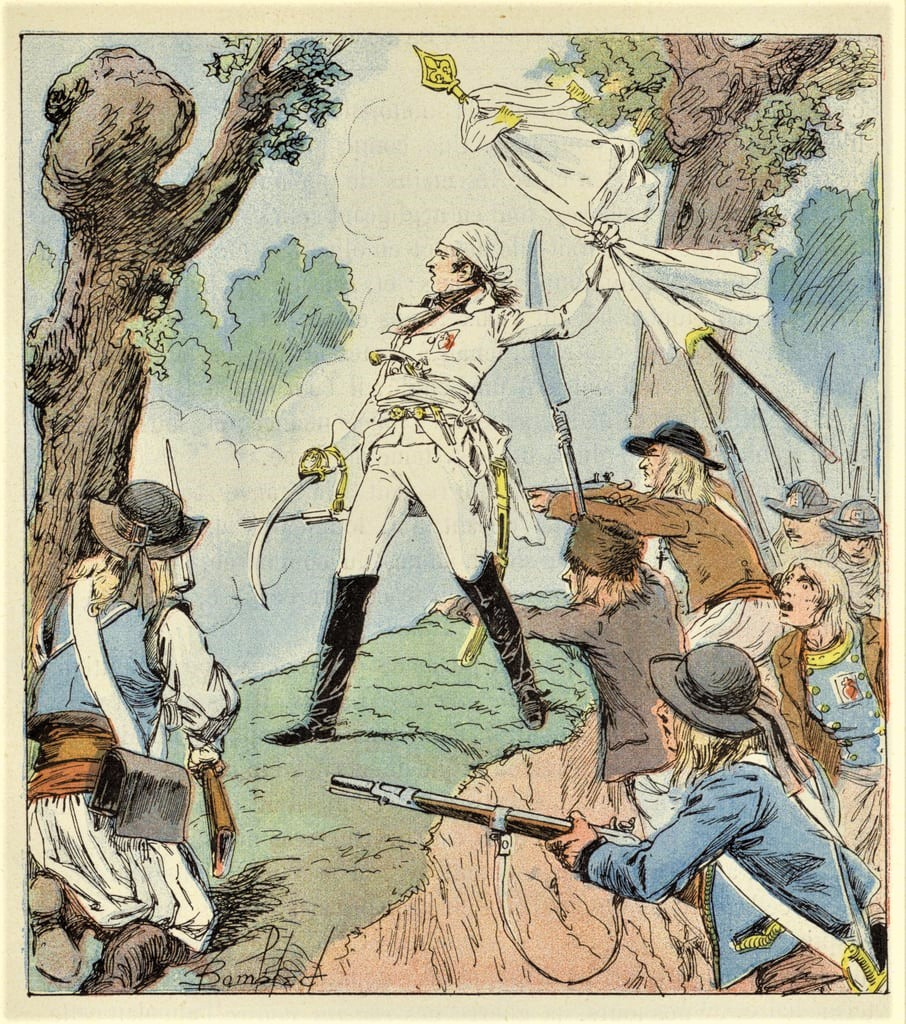
François Charette en plena batalla

La batalla de La Roullière (1794) va tenir lloc el 8 de setembre de 1794 durant la Revolta de La Vendée. Acaba amb la victòria dels Vendeans que van assaltar el campament republicà de La Roullière, a la comuna de Sorinières.

## Preludi
El 8 o 9 de maig de 1794, el camp de La Roullière va ser establert no gaire lluny del castell del mateix nom, prop de Sorinières, al sud de Nantes, pel general Joseph Crouzat, per ordre del general en cap Turreau. El seu objectiu era, per tant, protegir el subministrament de blat i els combois des de Port-Saint-Père, Machecoul, Challans i Montaigu fins a Nantes. Ràpidament, Crouzat va organitzar diverses expedicions des d'aquest camp. El 10 de maig es va apoderar de pa, cavalls i bestiar a Vertou i a Planty5. Els dies 17 i 18, va cremar els molins i forns de Château-Thébaud i Bignon5. Pocs dies després, va calar foc a Geneston5. El 12 de juny va dirigir una expedició amb tres columnes a les dues ribes del Sèvre i del Maine, on va cremar deu molins, va enfonsar set vaixells, va destruir pobles i va reclamar la mort de "cent bandolers". El 22 de juny va destruir els forns i molins de la ciutat de Monnières. A principis de juliol, va excavar el bosc de Freudière i la regió entre el llac de Grand-Lieu i la ciutat de Basse-Goulaine. Durant aquestes expedicions, habitants, homes, dones i nens, van ser fets presoners i enviats per desenes a Nantes.
Crouzat va ser rellevat del seu comandament el 29 de juliol i després destituït el 4 d'agost per la seva participació a les columnes infernals. Va ser substituït pel general de brigada Maximilien Henri Nicolas Jacob7, que va arribar al campament de La Roullière el 27 de juliol.

Durant l'estiu, el general en cap de l'exèrcit d'Occident, Thomas-Alexandre Dumas, fa un recorregut d'inspecció pels camps i constata el lamentable estat en què es mantenen les tropes: 
| « | <Les tropes estan generalment mal armades, mal vestides, el servei és dolent, les publicacions no estan supervisades. Vaig entrar al camp de Chiché a les onze del vespre sense ser reconegut.> | » |

 Anteriorment, Jacob havia escrit el 7 d'agost a Vimeux, l'antecessor de Dumas, per tenir només "poques armes en bon estat".
Per la seva banda, després d'haver establert la seva seu a Belleville-sur-Vie, el general Vendeà Charette va decidir atacar el campament de La Roullière, probablement amb l'objectiu d'acabar amb el saqueig i la destrucció que arriscaven a deixar una part de les seves tropes sense subsistència. Un primer intent, realitzat per un dels seus oficials, Pierre Rezeau, va fracassar el 2 de setembre durant la batalla dels Bauches. Charette va sortir de Belleville el 7 de setembre i va instal·lar el seu vivac al poble de La Sauvagère, als erms de Bouaine, prop de Vieillevigne, per esperar reforços de les seves divisions. Tot i això, poques forces es van acostar a ell.

## Forces implicades
Segons Crouzat, el campament de La Roullière tenia 1.500 homes el 5 de juny, i després 5.794 el 23. El 7 d'agost, Jacob va declarar tenir només 500 homes. En el seu informe escrit el 10 de setembre al Comitè de Seguretat Pública, el representant en missió Pierre-Joseph Lion escriu que, segons les indicacions de Jacob, en el moment de l'atac, el camp de Roullière tenia 620 homes armats i aproximadament 200 de la requisició desarmada. El Maréchal des Logis Chapuis, per la seva banda, va escriure en una carta a la seva mare l'11 de setembre de que la guarnició encara tenia 1.700 homes el matí de l'atac, però que 1.100 havien estat allunyats per enviar-los a Montaigu i que "només quedaven 600 homes a La Roullière, 300 dels quals desarmats," tots els nous de la lleva de Berry, alguns malalts", mentre que" gairebé tots els oficials atenient a Nantes". El general Jacob no va arribar al campament fins poc temps abans de l'inici dels combats "en la joiosa companyia de dones de Nantes". Segons l'informe de Lion, quan el camp es va sorprendre, la majoria dels oficials eren a Nantes i el mateix Jacob només "havia arribat amb dues concubines que tenia a la seva tenda quan el campament va acabar". ha estat atacat".
Les tropes republicanes estaven formades per voluntaris de Berry, guàrdies nacionals de Nantes, uns pocs hússars, 112 homes d'un batalló de voluntaris de la reserva i 280 homes del 7è batalló de voluntaris de París, que van sortir de Montaigu i van arribar a La Roullière només mitja hora o una hora abans de la lluita.
Les forces de la Vendée són 800 homes, inclosos 120 a 130 de cavalleria, segons el representant Lion i 3000 homes segons Barbier, un oficial del 7è batalló de voluntaris de París. Les fonts reialistes no donen estimacions, però coincideixen en el "petit nombre" d'homes de l'exèrcit de Charette. L'historiador Lionel Dumarcet fa una estimació d'entre 1.500 i 2.000 homes.Dumarcet 1998, p. 533 La tropa està formada per la divisió Pays de Retz, comandada per Delaunay en absència de Guérin, de la divisió Vieillevigne, comandada per Du Lac o Duluc, dues companyies de perseguidors comandades per Le Moëlle i una cavalleria comandada de Prudent de La Robrie.

## Procés
El 8 de setembre [nota A 1] a les onze del matí, els Vendeans van partir i van arribar cinc hores després al poble de Taillis, al sud de Roullière. Tot i la debilitat de les seves forces, Charette decideix llançar l'assalt. Fa una breu arenga, afirmant que el campament només és defensat per "Nantais i pantalons de seda amb les carteres ben moblades" [nota A 2] i promet que "tot el botí" anirà als seus homes. L'aiguardent es distribueix per donar coratge als combatents.
Amagats darrere de les bardisses, els Vendeans es van apropar en silenci al campament de La Roullière, sense donar l'alerta, Els soldats aïllats trobats a les vinyes i els sentinelles dels primers tres llocs avançats van morir amb ganivets. A dos quarts de deu, els Vendeans van irrompre al campament sense disparar. Els republicans es sorprenen completament i molts moren o fugen abans de poder agafar les armes, en feixos. Els 112 homes del batalló de reserva, que mantenien la dreta del campament, van fugir sense oposar la més mínima resistència.
Els republicans es retiren cap a Nantes. Només unes poques tropes, inclòs el 7è batalló de París, van oposar certa resistència per cobrir la retirada. [nota A 3] Aleshores, la cavalleria de la Vendée encapçalen una càrrega, potser disfressats d'hússars, que hauria sorprès la infanteria republicana. [nota A 4] La derrota es torna total i els fugitius són reduïts als afores de Nantes.
Llavors la ciutat va enviar un batalló des d'Alt-Sarre i 100 cavalleries sota les ordres del general Boucret, el comandant de la plaça de Nantes. Aquest últim reuneix Jacob i alguns dels fugitius i proposa llançar un contraatac, que Jacob rebutja, ja que les seves tropes ja no tenen municions. Els republicans van tornar a caure sobre Nantes.

## Pèrdues
L'endemà dels combats, el Comitè de vigilància de la societat popular de Nantes va escriure al Comitè de Seguretat Pública i al Comitè de Seguretat General que 300 homes van morir durant l'atac al camp. En el seu informe [nota A 6] dirigit al Comitè de Seguretat Pública el 10 de setembre, el representant a la missió Lion també indica que les pèrdues republicanes són d'uns 300 homes segons Jacob. En una carta dirigida a la seva mare, Chapuis, [nota A 7], governant del 7è batalló de París, esmenta almenys 200 morts.
 En una altra carta, Barbier [nota A 8] afirma que el 7è batalló de voluntaris de París deplora 70 morts d'una plantilla de 280 homes i que l'hospital està ple de ferits. A les seves memòries [nota A 9], l'oficial de Vendée, Pierre-Suzanne Lucas de La Championnière, va escriure que: "To només era una carnisseria fins a les portes de Nantes".
Segons el Maréchal des Logis Chapuis, els republicans també van perdre dos barrils de cartutxos que el general no va voler distribuir al matí, 600 rifles i 15 parells de bous. Es desconeix el balanç de pèrdues de Vendée, però és clarament inferior.

## Conseqüències
Després de la seva victòria, els Vendeans van incendiar les tendes del campament, van tombar l'arbre de la llibertat i van tornar l'endemà a Belleville-sur-Vie. [nota A 10].

El general Jacob aconsegueix escapar-se, així com les seves "dames de Nantes", però la societat de Saint-Vincent-la-Montagne el denuncia al Comitè de Seguretat Pública. L'11 d'octubre va ser suspès i arrestat per ordre dels representants de la missió Dornier, Guyardin i Auger 
| « | <"tenint en compte que resulta de la informació adquirida que la primera i principal causa d'aquest fracàs és la negligència del general Jacob, que mana el campament, la seva absència freqüent i gairebé habitual del seu càrrec, per gaudir de la dissipació i els plaers a la ciutat de Nantes"> | » |

 Queda 18 mesos i 20 dies a la presó sense ser jutjat. Finalment, per recomanació del general Canclaux, el ministre de guerra Aubert du Bayet va suspendre la suspensió el 17 de març de 1796 i el va autoritzar a retirar-se, tot i que aleshores només tenia 30 anys. Tanmateix, Jacob es compromet en l'afer del camp Grenelle, durant la conspiració dels Égaux, dirigida per Gracchus Babeuf. Condemnat a mort, va ser afusellat el 9 d'octubre de 17963.

## Referéncies
1. 1 2 3  Loidreau 2010, p. 440-442
2. 1 2 3 4 5 6 7 8 9 10 11 12 13 14 15 16 17 18 19 20 21 22 23 24 25 26 27 28 29 30 31 32  Dumarcet 1998, p. 359-361
3. 1 2 3  Loidreau 2010, p. 443.
4. ↑  Loidreau 2010, p. 445.
5. ↑  Loidreau 2010, p. 446.Loidreau 2010, p. 446.
6. ↑  Loidreau 2010, p. 447.
7. ↑  Loidreau 2010, p. 447-448.
8. 1 2 3 4 5 6 7 8 9 10  Dumarcet 1998, p. 370-371.
9. 1 2 3 4 5 6 7 8 9 10  Loidreau 2010, p. 449.
10. ↑  Loidreau 2010, p. 442.
11. 1 2 3 4 5 6 7 8  Aulard, t. XVI, 1904, p. 621-623.
12. 1 2  Savary, t. IV, 1825, p. 113-114.
13. 1 2 3 4  Rolland-Boulestreau 2015, p. 31-33.
14. 1 2 3 4 5 6 7 8 9 10 11 12  Coutau-Bégarie et Doré-Graslin 2010, p. 451-452.
15. 1 2 3  Loidreau 2010, p. 450.
16. ↑  Savary, t. IV, 1825, p. 110-111
17. ↑  Chassin, t. IV, 1893-1895, p. 558
18. 1 2  Archives militaires de la guerre de Vendée conservées au Service historique de la Défense (Vincennes). SHD B 5/10-50 [archive]
19. ↑  Gabory 2009, p. 397
20. ↑  Lucas de La Championnière 1994, p. 93-94.
21. ↑  Archives militaires de la guerre de Vendée conservées au Service historique de la Défense (Vincennes). SHD B 5/10-50 [archive]Archives militaires de la guerre de Vendée conservées au Service historique de la Défense (Vincennes). SHD B 5/10-50 [archive]
22. ↑  Coutau-Bégarie et Doré-Graslin 2010, p. 451-452.
23. ↑  Gras 1994, p. 144.
24. ↑  Gérard 2013, p. 563